# رضا بيلاسين
رضا بيلاسين (موليد 21 يناير 1993) هو لاعب كرة قدم فرنسي جزائري يلعب حاليًا في نادي إس سي شيلتيغهايم ضمن المجموعة الثانية من دوري الدرجة الثانية الفرنسي الوطني.

## روابط خارجية
- رضا بيلاسين على موقع قاعدة بيانات كرة القدم.إي يو (الإنجليزية)
- رضا بيلاسين على موقع Soccerway.com (الإنجليزية)